# Rajbari (stad)
Rajbari is een stad in Bangladesh. De stad is de hoofdstad van het district Rajbari. De stad telt ongeveer 49.000 inwoners.